# Darantasia obliqua
Darantasia obliqua là một loài bướm đêm thuộc phân họ Arctiinae, họ Erebidae.